# Marjol Flore

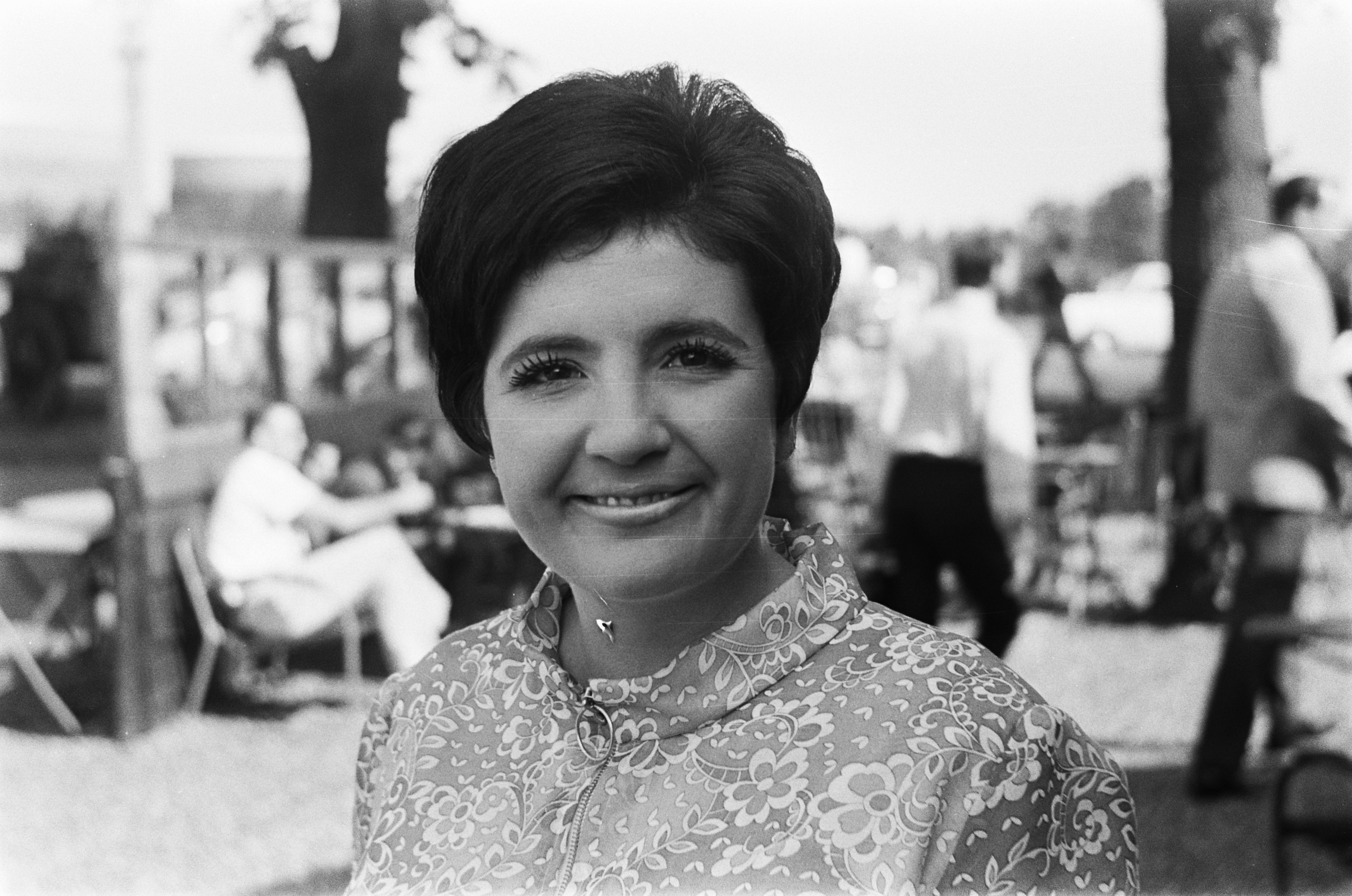
Marjol Flore (1969)

Marjol Flore (* 25. Februar 1948 in Amsterdam) ist eine Sängerin, Theater- und Filmschauspielerin mit französisch-italienisch-niederländischem Hintergrund.
Flore hat eine internationale Erziehung genossen. Nach der Hochschule besuchte sie 1965 durch Albert Mol und Wim Ibo die Kleinkunst-Akademie in Amsterdam. Nach kurzer Zeit wurde sie von Ramses Shaffy für sein Shaffy Chantate entdeckt.

## Karriere

### Erster Ruhm
In den 70er Jahren arbeitete sie am ersten Frauencabaret von Natascha Emanuels, Vrouwen, vrouwen, vrouwen, mit. Auch war sie als Schauspielerin im Film Türkische Früchte von Paul Verhoeven zu sehen und spielte in den Musical De laatste dagen van Ischa mit u. a. Gees Linnebank und Josine van Dalsum, mit.
1973 erlebte sie ihren Durchbruch mit ihrem ersten Soloprogramm, der Marjol Flore Show. Die Show wurde ein Erfolg und schaffte es über die Landesgrenzen hinaus, z. B. ins Traverse Theatre in Edinburgh. In 1975 bekam Flore die Zilveren Harp (dt.:Silbernr Harfe), einen Preis für aufstrebende Musiktalente.

### 1980er und 1990er Jahre
Nach einigen Theaterauftritten wurde Flore auch in Deutschland mit ihrer Show Humor & Leidenschaft bekannt. Das Hamburger Abendblatt schrieb über die Show: „Sie ist drall, stimmbegabt und von kabarettistischem Temperament. Und alles weiß sie mit Witz ins rechte Rampenücht zu rücken“ (Hamburger Abendblatt, 23. März 1983).
1985 wurde sie für ihre deutschsprachige LP Doch ich leb’ für den Edison (Musikpreis) nominiert, dem größten Musikpreis Hollands.
Die CD Kwetsbaar wird 1991 dann tatsächlich mit einem Edison ausgezeichnet. Auch ist Marjol wieder in Deutschland mit dem Theaterprogramm Lieder und Chansons zu sehen. 1992 spielt sie eine Rolle in den George Sluizer Film Utz, zusammen mit u. a. Armin Mueller-Stahl, Paul Scofield, Peter Riegert und Brenda Fricker. Auch in Frankreich wird Flore nach einem Auftritt in Pascal Sevrans Fernsehshow La Chance aux Chansons bekannt.
1996 engagiert Joop van den Ende Flore für das Ensemblestück Hoera, we zijn normaal, einer Hommage an Annie M. G. Schmidt. Danach zieht sie nach Deutschland, wo sie die Rolle von Madame Thénardier in der deutschen Version von Les Misérables (Musical) übernimmt.

### 2000 bis heute
2003 spielt Marjol Flore die Rolle als Heilige Maria im Film Lebenspornografie von Filmregisseur Edwin Brienen. Danach wird es still um Marjol Flore. Im April 2012 wird sie ihr Comeback auf der Theaterbühne im Stück Geloof, (Wan)Hoop & Liefde haben.

## Diskografie (Auswahl)
- Live (BASF, 1974)
- Pluche + Marjol (zusammen mit Pluche) (Philips, 1980)
- Doch ich leb’ (Nova Zembla Records, 1984)
- Kwetsbaar (Three Roses, 1990)
- Lieder & Chansons (Brigadoon, 1992)

## Filmografie
- 1974: Türkische Früchte – Regie: Paul Verhoeven
- 1992: Utz – Regie: George Sluizer
- 2003: Lebenspornografie – Regie: Edwin Brienen